# Aleksej Skvorcov
Aleksej Konstantinovič Skvorcov (in russo Алексе́й Константи́нович Скворцо́в?; Oblast' di Smolensk, 9 febbraio 1920 – 8 maggio 2008) è stato un botanico e biologo russo, specializzato nello studio delle piante amentifere, in particolare della famiglia Salicaceae (Salix e Populus) e Betulaceae, come anche della famiglia Onagraceae (Enotera comune).

## Biografia
A.K. Skvortsov fu allo stesso tempo ben conosciuto in Russia come curatore del giornale scientifico Priroda ("Natura") (1971–2005) e autore di molti articoli sulla Botanica, la Biologia evoluzionista e il Darwinismo.
Botanico di grande erudizione, Skvortsov fu supervisore e contributore di molte flore regionali, nonché un instancabile raccoglitore di esemplari di piante.
Infatti, raccolse almeno 80 000 campioni di piante, mentre percorreva a piedi pressappoco l'intera Unione Sovietica, comprese le regioni più remote della Russia e delle repubbliche adiacenti.
Viaggiò anche in molti altri territori, tra i quali vi furono l'Europa Settentrionale e Centrale, gli Stati Uniti d'America, l'India e la Cina.
La fondazione dell'Erbario presso il Giardino botanico principale di Mosca, che è un deposito di importanza mondiale, con un ampio programma di scambio con l'estero, è grandemente dovuta agli sforzi di Skvorcov.
Inoltre, egli integrò le raccolte di specie viventi del Giardino botanico principale.
Il suo approccio nei confronti della Botanica e dell'evoluzione lo spinse a iniziare un lavoro sperimentale sull'introduzione delle piante.
Assieme a un gruppo di colleghi e studenti, lavorò con successo nella domesticazione e nel miglioramento del sapore del caprifoglio blu (Lonicera coerulea).
Egli sviluppò anche una cultivar di un albicocco resistente al clima di Mosca.
Skvorcov svolse un ruolo importante come difensore della conservazione, proponendo e sostenendo la costituzione di un nuovo parco nazionale nella sua terra d'origine, gli oblast' di Kaluga e di Smolensk, nella Russia europea centrale.
Egli ebbe a cuore la cura dell'ambiente naturale del suo paese, ma anche la conservazione della lingua russa.
Nelle sue pubblicazioni scientifiche utilizzata standard linguistici elevati. 

## Onorificenze
A.K. Skvortsov è ricordato, tra gli altri, nei nomi delle seguenti piante:
- Festuca skvortsovii E.Alexeev
- Salix alexi-skvortsovii A.P.Khokhr.
- Legousia skvortsovii Proskur.
- Circaea x skvortsovii Boufford
- Potamogeton skvortsovii G.Yu.Klinkova